# Flughafen Tepic

i8
i11
i13
Der Flughafen Tepic (spanisch Aeropuerto Internacional de Tepic, IATA-Code: TPQ, ICAO-Code: MMEP) ist ein internationaler Flughafen bei der Großstadt Tepic im Bundesstaat Nayarit im Westen Mexikos.

## Lage
Der Flughafen Tepic liegt nur etwa 4 km südöstlich der Stadt Tepic und etwa 300 km (Luftlinie) westlich von Mexiko-Stadt in einer Höhe von ca. 920 m.

## Flugverbindungen
Es werden überwiegend Flüge von und nach Mexiko-Stadt und Tijuana abgewickelt.

## Passagierzahlen
Im Jahr 2019 wurden erstmals mehr als 210.000 Passagiere abgefertigt. Danach erfolgte ein deutlicher Rückgang wegen der COVID-19-Pandemie.